# ابرخس ۵۱۵۸
ابرخس ۵۱۵۸ یک ستاره است که در صورت فلکی نهنگ قرار دارد.